# 慶北豐山站
慶北豐山站（：／ Gyeongbuk-pungsan yeok */?）是韓國日治時期時，朝鮮總督府鐵道庆北线上的一个车站，位于庆尚北道安东市豐山邑，目前已废止。

## 历史
- 1931年10月16日，落成使用。
- 1944年10月1日，停止使用。